# Șevcenkî, Poltava
Șevcenkî (în ucraineană Шевченки) este un sat în comuna Sudiivka din raionul Poltava, regiunea Poltava, Ucraina.

## Demografie
Componența lingvistică a localității Șevcenkî
     Ucraineană (98,77%)
     Rusă (1,23%)
Conform recensământului din 2001, majoritatea populației localității Șevcenkî era vorbitoare de ucraineană (98,77%), existând în minoritate și vorbitori de rusă (1,23%).